# Hintergrundkreis
Ein Hintergrundkreis (auch Hintergrundgespräch) ist eine Zusammenkunft von ausgewählten Journalisten und Politikern. In ihm wird das aktuelle politische Tagesgeschehen diskutiert, wobei die Inhalte nicht für die Öffentlichkeit bestimmt sind. Hintergrundkreise dienen zur Information der Journalisten über Sachverhalte und zur freien Aussprache von politischen Standpunkten. So soll das gegenseitige Verständnis zwischen Politik und Medien geschärft werden. Der Zugang zu Hintergrundkreisen wird häufig stark kontrolliert, die Mitglieder sind strengen Regeln unterworfen. So sind in manchem Kreis verbindliche Teilnahmen an allen Gesprächen Pflicht oder es darf aus jeder Redaktion nur ein bestimmter Journalist zu den Sitzungen. Trotz der offiziellen Vertraulichkeit von Hintergrundgesprächen werden diese von Politikern gerne zur gezielten Indiskretion genutzt, etwa um bestimmte Sachverhalte in die Öffentlichkeit zu bringen, ohne den eigenen Namen in Misskredit zu bringen. Geleitet werden die Hintergrundkreise meist von bekannten Politikern oder Parlamentskorrespondenten. Seit dem Umzug der Regierung von Bonn nach Berlin und der damit einhergehenden größeren Konkurrenz in der Politikberichterstattung soll das Interesse an Hintergrundkreisen von Seiten der Politik abgenommen haben. Dies ist auch eine Folge von journalistischen Indiskretionen, die dazu führen, dass der wirklich vertrauliche Austausch meist nur in kleinsten Kreisen bzw. Vieraugengesprächen stattfindet.

## Auswahl von Hintergrundkreisen
- Lila Karte
- Bodenseekreis
- Gelbe Karte
- Wohnzimmerkreis
- Rotes Tuch
- Enklave
- Kartell
- Dresslerkreis
- Berliner Zimmer
- Antenne
- Vino Rosso